# I’ve Gotta Get a Message to You / Kitty Can
Az I’ve Gotta Get a Message to You dal a Bee Gees együttes második Number One száma Európában. A felvétel öt különböző változatban készült el (megtalálhatóak a Tales from The Brothers Gibb és a The Studio Albums 1967–1968 lemezeken).

## A dalok felvételének ideje, közreműködők
- I’ve Gotta Get a Message To You: 1968. július 12., IBC Studios, London
- Kitty Can: 1968. június 12., IBC Studios, London
- Barry Gibb – ének, gitár
- Robin Gibb – ének
- Maurice Gibb – ének, basszusgitár, zongora
- Vince Melouney – gitár
- Colin Petersen – dob
- stúdiózenekar Bill Shepherd vezényletével
- hangmérnök – John Pantry, Damon Lyon Shaw

## A lemez dalai
- I’ve Gotta Get a Message to You  (Barry, Robin és Maurice Gibb) (1968), mono 2:59 , ének: Barry Gibb, Robin Gibb
- Kitty Can  (Barry, Robin és Maurice Gibb) (1968), mono 3:20, ének: Barry Gibb, Robin Gibb

## A kislemez megjelenése országonként
- Amerika, Kanada Atco 45-6603
- Argentína Polydor 25224
- Ausztrália Spin EK-2482
- Dél-afrikai Köztársaság Polydor PD 9406
- Egyesült Királyság Polydor 56273
- Franciaország Polydor 421 401
- Japán Polydor DP-1590
- Jugoszlávia RTB S53526
- Németország Polydor 59 216
- Spanyolország Polydor 60 032
- Svájc Polydor 59 216
- Törökország Polydor 59 192

## Top 10 helyezés a világ országaiban
I've gotta get a message to you: #1.: Egyesült Királyság, Dél-afrikai Köztársaság, Írország #3.: Németország, Hollandia, Ausztrália, Új-Zéland, Kanada #6.: Chile, Norvégia  #8.: Amerika